# Deli András
Deli András (1938. április 3. – 2002) labdarúgó, csatár, balszélső. Lánya Deli Rita válogatott kézilabdázó.

## Pályafutása
1956 és 1967 között a Tatabányai Bányász labdarúgója volt. 1956. március 4-én mutatkozott be az élvonalban a Bp. Dózsa ellen, ahol csapata 2–0-s győzelmet ért el. 1964-ben és 1966-ban tagja volt a bajnoki bronzérmet szerzett csapatnak. Az élvonalban 188 bajnoki mérkőzésen 8 gólt szerzett. 1968 elején a Videotonba igazolt, ahonnan májusban távozott. 1969-ben a Tatabányai Építők játékosa lett.

## Sikerei, díjai
- Magyar bajnokság
  - 3.: 1964, 1966